# Jean-Pierre Pradervand
Jean-Pierre Pradervand (Avenches, 23 november 1908 - aldaar, 7 juni 1996) was een Zwitsers econoom en politicus voor de Vrijzinnig-Democratische Partij (FDP/PRD) uit het kanton Vaud.

## Biografie

### Econoom
Jean-Pierre Pradervand studeerde economische wetenschappen aan de universiteiten van Lausanne en Alabama. Tussen 1932 en 1943 was hij docent aan de handelshogeschool van Lausanne. Nadien was hij tot 1947 delegatieleider van het Internationaal Comité van het Rode Kruis in Noord-Afrika, Frankrijk en de Verenigde Staten. Vervolgens was hij tot 1963 directeur van de handelshogeschool van Lausanne.

### Politicus
Van 1949 tot 1959 was hij lid van de Grote Raad van Vaud, die hij in 1958 voorzat. Bij de federale parlementsverkiezingen van 1959 werd hij verkozen in de Nationale Raad, waar hij zetelde van 7 december 1959 tot 1 juni 1966. Toen werd hij immers opnieuw actief op kantonnaal niveau, door lid te worden van de Staatsraad van Vaud. Binnen deze kantonnale regering was hij bevoegd voor Onderwijs en Religies. Deze functie oefende hij uit tot 1974. Bij de parlementsverkiezingen van 1967 geraakte hij verkozen in de Kantonsraad, waar hij zetelde tussen 4 december 1967 en 30 november 1975.